# Richard Kohn
Richard Kohn (* 27. September 1888 in Wien; † 16. Juni 1963), als Spieler bekannt als Little, als Trainer bekannt als Richard Dombi, war ein österreichischer Fußballnationalspieler, der später als Trainer beim FC Bayern München und Feyenoord Rotterdam jeweils die nationale Meisterschaft gewinnen konnte. Mit dem FC Barcelona wurde er spanischer Pokalsieger.
Den Namen "Dombi" soll er sich in Ungarn zugelegt haben und er soll auf Deutsch "Eminenz" bedeuten, was aber nicht mit Fakten in Einklang zu bringen ist.

## Leben und Wirken

### Spieler
Der Stürmer Richard Kohn beeindruckte vornehmlich aufgrund seiner gepflegten Technik. Er spielte spätestens seit 1907 bis 1910 beim Wiener AC. Einer seiner Höhepunkte beim WAC war, als er im Mai 1909 den Siegtreffer zum 2:1 gegen den englischen Erstligisten Sunderland AFC schoss.
Bei der Tournee 1910 des Wiener AC durch Deutschland, mit Spielen in Berlin, München, Karlsruhe und Stuttgart, kam es zu Differenzen zwischen Spielern, die mehr Mitspracherecht im Verein forderten, und dem WAC. Dies führte zur Jahresmitte zum Austritt von fast allen Mitgliedern der Kampfmannschaft, wie Adolf Fischera, Johann Andres, Karl und Felix Tekusch, zahlreichen Spielern der zweiten Mannschaft und auch Richard Kohn, die den neuen Fußballverein Wiener Associationfootball-Club (auch als Wiener AF, oder kurz WAF, referenziert) gründeten. Auseinandersetzungen zwischen dem WAF und dem Verband verhinderten 1912 seine Teilnahme an den Olympischen Spielen in Stockholm, da sich der Verein weigerte, seine Spieler zum Turnier abzustellen.
Zu Anfang des Jahres 1913 war Kohn beim Wiener Amateur SV. Er kam allerdings kaum zum Einsatz und wurde als „untertrainert“ bezeichnet. Im Mai schloss er sich wieder dem WAC an, bei dem er bis Juni 1914 spielte. Es wird vielfach berichtet, dass er danach für MTK Budapest gespielt habe. Möglicherweise spielte Kohn zumindest 1918 erneut für den Wiener AC; ein Spielbericht vermeldet, dass im Juni 1918 ein „R. Kohn“ vom WAC für eine Wiener Stadtauswahl gegen Krakau am Ball war.
Zwischen 1908 und 1912 wurde Richard Kohn sechsmal in der österreichischen Nationalmannschaft aufgestellt, wobei er zwei Treffer erzielte. Eines dieser beiden Tore schoss der bereits in jener Zeit aufgrund seiner kurzen Gestalt „Little“ genannte Dombi in seinem letzten Länderspiel am 22. Dezember 1912 beim 3:1-Sieg in Genua gegen den Gastgeber Italien.

### Trainer
Die Informationen über seine Anfänge als Fußballtrainer sind dünn gesät und manchmal widersprüchlich. Er wird berichtet, dass er Uruguay, in jener Zeit die führende Fußballnation der Welt, bereiste und dort möglicherweise auch als Trainer arbeitete. Seine erste nachweisbare Trainerstation war aber Hertha BSC. Es gibt die Meinung, dass er dort die Grundlagen zum nachfolgenden Aufstieg des Vereins gelegt habe, der in der Meisterschaft von 1931 mündete. Mit dem HŠK Građanski, einem der Vorläufer des heutigen NK Dinamo in Zagreb, gewann er 1925 die Zagreber Verbandsmeisterschaft, verlor aber das Finale der jugoslawischen Meisterschaft mit 2:3 gegen SK Jugoslavija aus Belgrad, weshalb er seinen Trainerposten nach nur einem Jahr wieder zur Verfügung stellte.
Zurück in Wien, trainierte er den First Vienna FC. Die Vienna wurde 1926, zum zweiten Mal nach 1924, Vizemeister. Josef Uridil war ein bekannter Spieler beim Verein in jener Zeit. Aber schon im Februar 1926 trennten sich die Wege von Dombi und der Vienna. Dombi beklagte, dass der Verein keine geeigneten Verstärkungen beschaffte. Insbesondere auf der Mittelstürmerposition sah er großen Bedarf.
Von Februar bis Dezember 1926 trainierte er als Nachfolger des Engländers Ralph Kirby erstmals den FC Barcelona. Er hatte die Katalanen wohl beim Gastspiel im Dezember 1925 auf der Weihnachtsreise der Vienne beeindruckt. Er gewann mit dem Verein die Katalanische Meisterschaft und durch einen 3:2-Finalsieg über Athletic Madrid den Spanischen Pokal von 1926. Dieser Tage ist Dombi in offiziellen Listen des Vereins zum „Jack Domby“ mutiert.
Im März 1927 machte er sich auf den Weg in die polnische Hauptstadt Warschau, um die Trainingsleitung bei KS Warszawianka zu übernehmen. Der bisher nicht prominent in Erscheinung getretene Verein fand Platz in der Erstaustragung einer nationalen polnischen Fußball-Liga. Am Ende des Jahres war Warszawianka dreizehnter der 14-Mitglieder Liga und vermied den Abstieg.
Schon im Mai 1927 wurde Dombi Trainer bei den Stuttgarter Sportfreunden, die in ihrer Klasse letzte geworden waren und nur dank einer Ligaumstrukturierung den Abstieg vermeiden konnten. Er verhalf dem Verein zum vierten Platz in seiner Liga. Für sein Engagement bei den Sportfreunden, das bis Mitte 1928 andauerte, wurde er für seine 15 Monate beim Verein sehr gefeiert. Er wurde gar als „Zauberer“ beschrieben.
Ab Mitte 1928 trainierte er den TSV 1860 München. Im Dezember 1929 wurde er Trainer des VfR Mannheim.
Dort wurde es ihm sehr verübelt, dass er bei seinem Abgang zum FC Bayern München, wo er am 1. Juli 1930 als Nachfolger von Kálmán Konrád seinen Dienst antrat, dem großen Talent Oskar Rohr, dem Onkel des späteren Trainers Gernot Rohr, erfolgreich riet, ebenfalls in die bayerische Hauptstadt zu übersiedeln. Dort baute er um Rohr, der sich rasch zu einem der gefährlichsten Stürmer des Landes entwickelte, und Konrad „Conny“ Heidkamp eine erfolgreiche Mannschaft auf. 1932 zog er mit dieser sogar in das Finale der deutschen Fußballmeisterschaft ein, in dem der FC Bayern mit einem 2:0-Erfolg in Nürnberg gegen Eintracht Frankfurt seinen ersten nationalen Titel gewann. „Ossi“ Rohr trug mit einem Tor zum Erfolg bei. In jener Zeit bereiteten sich die Bayern mit zwei einstündigen Trainingseinheiten unter der Woche auf die sonntagnachmittäglichen Spiele vor. „Die siebzig oder achtzig Stunden im Jahr sind ja eigentlich viel zu wenig für ein wirklich intensives Training. Aufgabe des Trainers ist es daher, außer dem Konditionstraining zu obliegen, vor allem Fehler zu sehen und anhand dieser technischen Mängel seine Anordnungen zu geben“, meinte Dombi, wie er seit seiner Zeit beim MTK genannt wurde – und sich auch selbst nannte.
Nach der Machtergreifung der Nationalsozialisten verließ Dombi München im Mai 1933 und ging zunächst in die Schweiz. Ab September 1933 übernahm Dombi erneut das Traineramt beim FC Barcelona, diesmal als Nachfolger des Engländers Jack Greenwell, wo er ein monatliches Salär von 1500 Peseten bezog. Auch hier fanden Dombis Medikationen Anerkennung, wie vor einem Privatspiel gegen eine Kombination von Slavia Prag mit First Vienna Anfang Jänner 1934. Allerdings wurde seine zweite Periode bei den Katalanen im Allgemeinen sehr kritisch bewertet. Zwei Spieltage vor Saisonende lag Barça auf dem Drittletzten Platz unter zehn Mannschaften der Primera División und der Spieler Ramón Zabalo übernahm bis Saisonende. Am Ende lagen die Katalanen auf Platz neun. Ein weiterer neunter und ein zehnter Platz sind die bisher schlechtesten Platzierungen des Vereins, der ansonsten nie unter dem sechsten Rang abschloss. Der langjährige ungarische Tormann des FC Barcelona, Ferenc Plattkó sollte in der neuen Saison übernehmen.
Nach seinem Abgang machte Kohn erstmal eine Pause in Wien, ehe er ab August 1934 beim FC Basel in der Schweiz anheuerte, mit dem er Fünfter in der Nationalliga wurde. Der von FC Lausanne-Sport kommende Deutsche Alv Riemke wurde sein Nachfolger.
Mit Beginn der Saison 1935/36 wurden die Niederlande sein Lebensmittelpunkt. Von 1935 bis 1939, von 1951 bis 1952 und noch einmal von 1955 bis 1956 trainierte er den SC Feijenoord in Rotterdam. Er gewann dort die Meisterschaften von 1936 und 1938 und das Zilveren-Bal-Turnier 1937 und 1939. 1936, 1937 und 1938 gewann er die Meisterschaft der regionalliga West II. Außer Feyenoord trainierte er noch die Amateurvereine Emma, EBOH (Dordrecht) und Neptunus (Rotterdam). 1997 wurde in Rotterdam eine Straße, die Richard Dombistraat, nach ihm benannt.